# Apertochrysa afghanica
Apertochrysa afghanica là một loài côn trùng trong họ Chrysopidae thuộc bộ Neuroptera. Loài này được Hölzel miêu tả năm 1973.